# Mistrzostwa CONCACAF U-15 w piłce nożnej
Mistrzostwa Ameryki Północnej do lat 15 w piłce nożnej (hiszp. Campeonato Sub-15 de la Concacaf) – rozgrywki piłkarskie w Ameryce Północnej organizowane co dwa lata przez CONCACAF dla zrzeszonych reprezentacji krajowych do lat 15.

## Historia
Zapoczątkowany został w 2013 roku przez CONCACAF. W turnieju uczestniczyły 22 reprezentacje. Rozgrywki zostały rozegrane na stadionach Wielkiego Kajmanu. Drużyny najpierw zostały rozbite na cztery grupy (dwie po 6 i dwie po 5 drużyn), a potem zwycięzcy grup systemem pucharowym wyłoniły mistrza. Pierwszy turniej wygrała reprezentacja Hondurasu, która kwalifikowała się na Letnie Igrzyska Olimpijskie Młodzieży 2014.

## Finały
| 2013 Szczegóły | Kajmany           | Honduras U-15   | 2 - 1 | Gwatemala U-15         | Salwador U-15                        | 2 - 0                                | Bermudy U-15                         | 22 |
| 2017 Szczegóły | Stany Zjednoczone | Meksyk U-15     | 2 - 0 | Stany Zjednoczone U-15 | Kanada U-15 i Panama U-15            | Kanada U-15 i Panama U-15            | Kanada U-15 i Panama U-15            | 39 |
| 2019 Szczegóły | Stany Zjednoczone | Portugalia U-15 | 2 - 0 | Słowenia U-15          | Kanada U-15 i Stany Zjednoczone U-15 | Kanada U-15 i Stany Zjednoczone U-15 | Kanada U-15 i Stany Zjednoczone U-15 | 41 |

## Statystyki
| Lp. | Drużyna           | Mistrz | Wicemistrz | Lata triumfów |
| --- | ----------------- | ------ | ---------- | ------------- |
| 1.  | Honduras          | 1      | 0          | 2013          |
| 1.  | Meksyk            | 1      | 0          | 2017          |
| 1.  | Portugalia        | 1      | 0          | 2019          |
| 3.  | Gwatemala         | 0      | 1          |               |
| 3.  | Stany Zjednoczone | 0      | 1          |               |
| 3.  | Słowenia          | 0      | 1          |               |

* = jako gospodarz.